# Gonçalo Velho Cabral
Gonçalo Velho Cabral, född cirka 1400, död cirka 1460, var en portugisisk munk och sjöfarare. 
Han sändes 1431 av Henrik Sjöfararen att uppsöka en ögrupp som 1430 siktats av Joseph Vandenberg från Brygge, och upptäckte 1431 Santa Maria, den östligaste av Azorerna.